# Congregación clerical
Las congregaciones clericales, en la Iglesia católica latina, son aquellos institutos de vida consagrada a los cuales los miembros se vinculan pronunciando votos simples (a diferencia de las órdenes religiosas, que pronuncian votos en forma solemne) y cuya finalidad es conducir a los miembros hacia el sacerdocio.
Están regulados por el canon 588, párrafo 2, del Codex Iuris Canonici de 1983.

## Historia
Surgieron a partir de los últimos años del siglo XVI, después de la conclusión del Concilio de Trento, como asociaciones piadosas de clérigos, y luego también de laicos, que vivían en comunidad pero sin querer volverse propiamente órdenes religiosas: se dedican al apostolado (misiones, predicación) y a otras obras de caridad.
Entre las más antiguas hay que recordar las congregaciones de los Doctrinarios (fundados en 1592), de los Píos Obreros (1606), de los Monfortanos (1705), de los Pasionistas (1720), de los Redentoristas (1730); más recientemente han surgido las de los Misioneros Oblatos de María Inmaculada (1816), de los Salesianos (1859), de los Asuncionistas (1845), la Pequeña Obra de la Divina Providencia (1903) y los Pobres Siervos de la Divina Providencia (1907).